# Georges Vancauwenberghe
Georges Vancauwenberghe, né le 3 décembre 1853 à Dunkerque (Nord) et mort le 13 janvier 1929 à Saint-Pol-sur-Mer (Nord) est un industriel et un homme politique français.

## Biographie
Après des études à l'Institut industriel du Nord (actuelle École centrale de Lille), il reprend la filature de lin fondée par son père dans un quartier de Petite-Synthe qui allait devenir quelques années plus tard la ville de Saint-Pol-sur-Mer.
En 1878, il devient le second maire de Saint-Pol-sur-Mer charge qu'il gardera jusqu'en 1910. Sa carrière prend son envol, en devenant président du Conseil d'arrondissement de Dunkerque de 1886 à 1904 puis la même année il devient conseiller général du Canton de Dunkerque-Ouest et en 1910, il prend la présidence du Conseil général du Nord jusqu'en 1922.
Parallèlement a ses activés professionnelles et politiques, il fonde un sanatorium tout d'abord dans sa commune puis à Zuydcoote puis un Préventorium à Wormhout pour les enfants pour qui les séjours en bord de mer sont contre-indiqués.
Il est inhumé au cimetière de Dunkerque.

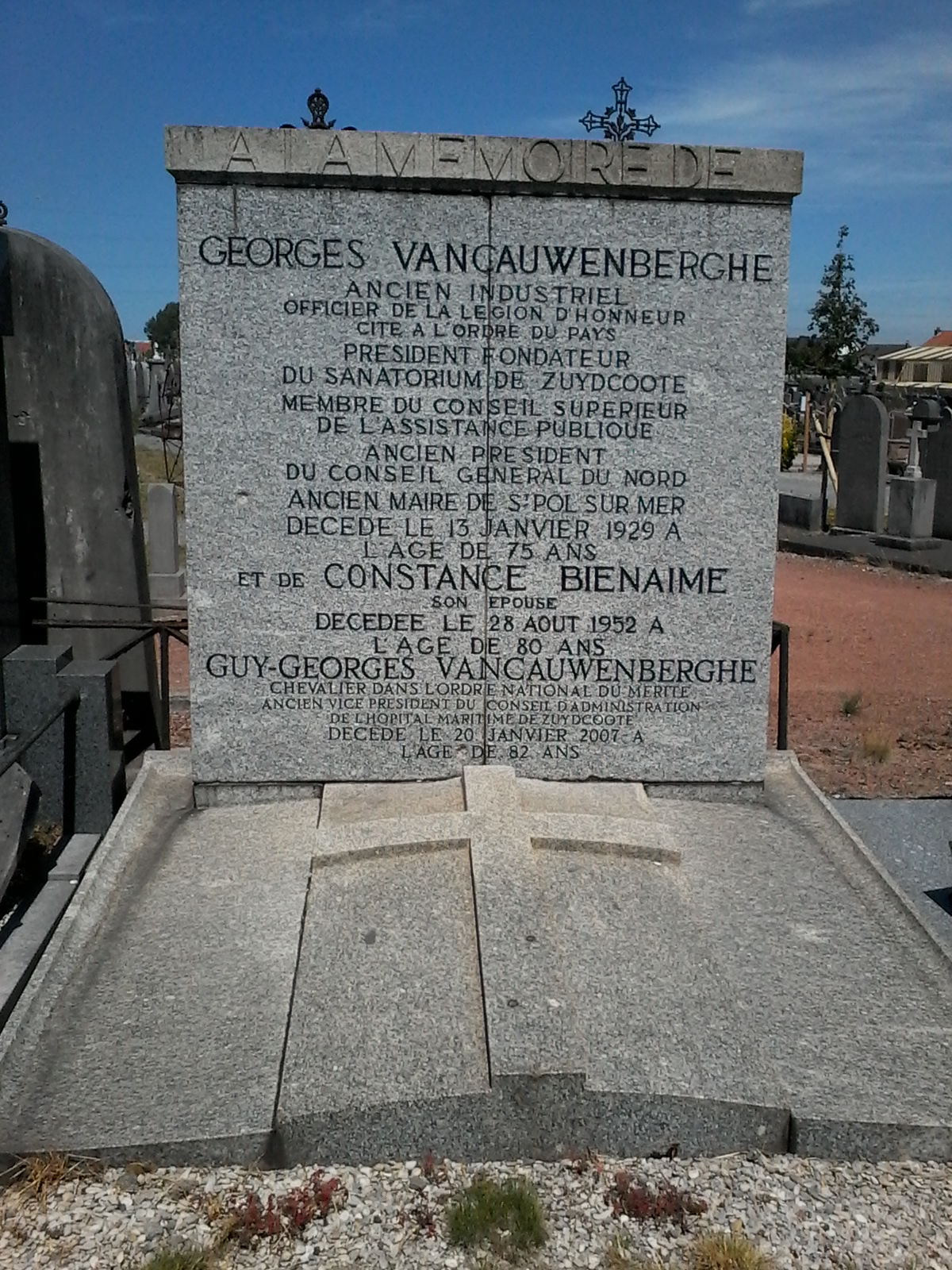
Tombe de Georges Vancauwenberghe au cimetière de Dunkerque.
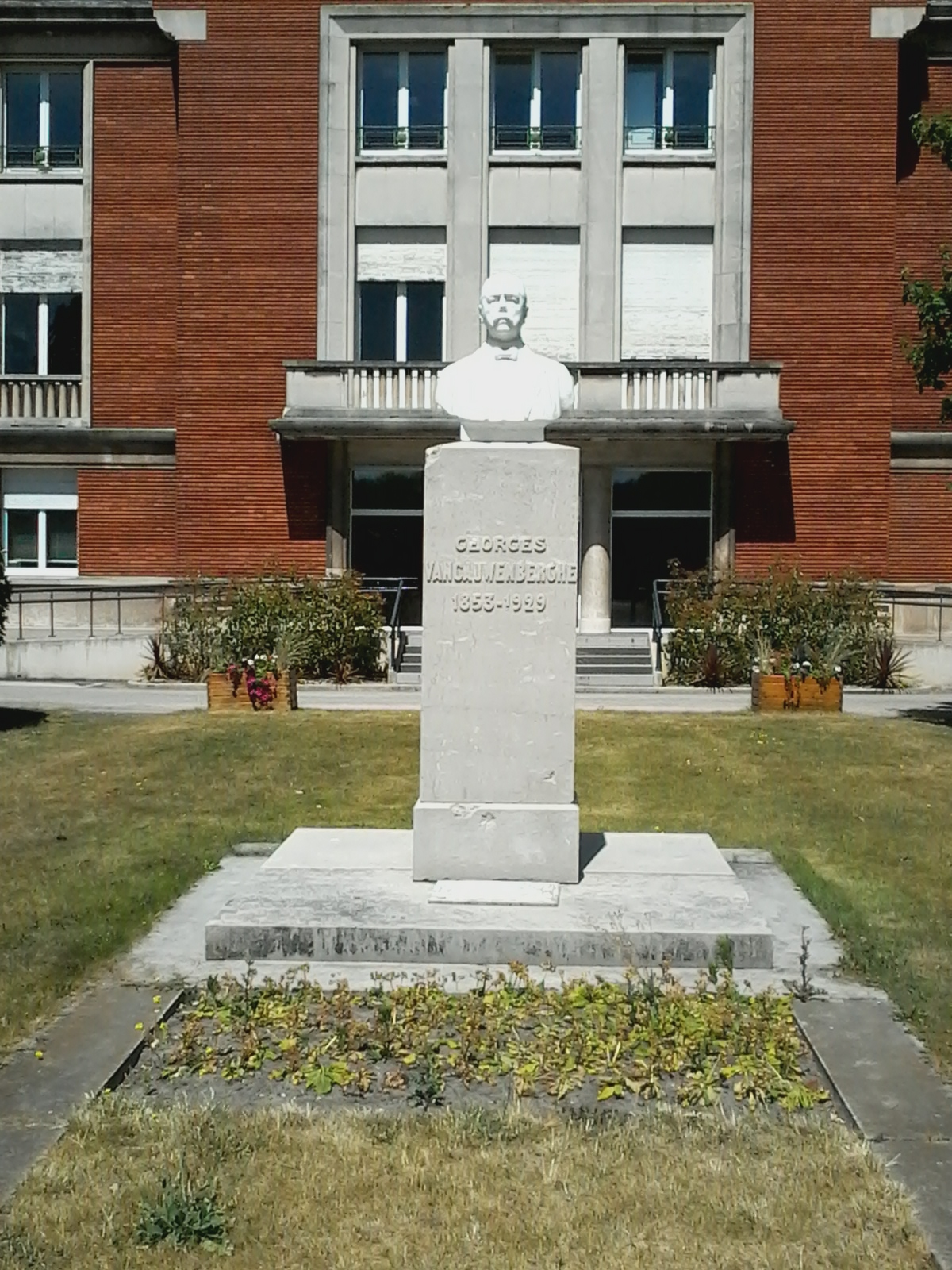
Buste de Georges Vancauwenberghe au sanatorium de Zuydcoote.

## Distinctions
- Officier de la Légion d'honneur (par décret du 9 août 1919)[6].
  -  Chevalier de la Légion d'honneur ( (par décret du 26 juillet 1897).
- Médaille d'or de l'Assistance Publique (France)
- Chevalier de l'ordre de Léopold
- Ordre de l'Empire britannique à titre civil
- Chevalier de l'Ordre de Saint-Stanislas.

## Hommage
- Une rue de Saint-Pol-sur-Mer porte son nom[7].
- Une rue de Dunkerque-Petite-Synthe porte son nom depuis le 24 avril 1966[8],[7].
- Un boulevard de Zuydcoote porte son nom.